# Fowlerton (Texas)
Fowlerton és una concentració de població designada pel cens dels Estats Units a l'estat de Texas. Segons el cens del 2000 tenia 62 habitants.

## Demografia
Segons el cens del 2000, Fowlerton tenia 62 habitants, 28 habitatges, i 18 famílies. La densitat de població era d'11 habitants per km².
Dels 28 habitatges en un 25% hi vivien nens de menys de 18 anys, en un 60,7% hi vivien parelles casades, en un 3,6% dones solteres, i en un 35,7% no eren unitats familiars. En el 35,7% dels habitatges hi vivien persones soles el 14,3% de les quals corresponia a persones de 65 anys o més que vivien soles. El nombre mitjà de persones vivint en cada habitatge era de 2,21 i el nombre mitjà de persones que vivien en cada família era de 2,89.
Per edats la població es repartia de la següent manera: un 25,8% tenia menys de 18 anys, un 1,6% entre 18 i 24, un 22,6% entre 25 i 44, un 33,9% de 45 a 60 i un 16,1% 65 anys o més.
L'edat mediana era de 46 anys. Per cada 100 dones de 18 o més anys hi havia 76,9 homes.
La renda mediana per habitatge era de 19.107 $ i la renda mediana per família de 23.750 $. Els homes tenien una renda mediana de 0 $ mentre que les dones 40.417 $. La renda per capita de la població era de 16.497 $. Cap de les famílies i el 8,5% de la població estaven per davall del llindar de pobresa.

## Poblacions més properes
El següent diagrama mostra les poblacions més properes.